# Tetrasphondylia terminaliae
Tetrasphondylia terminaliae är en tvåvingeart som först beskrevs av Tavares 1908.  Tetrasphondylia terminaliae ingår i släktet Tetrasphondylia och familjen gallmyggor.
Artens utbredningsområde är Moçambique. Inga underarter finns listade i Catalogue of Life.